# Вознесенська церква Пушкарівського монастиря

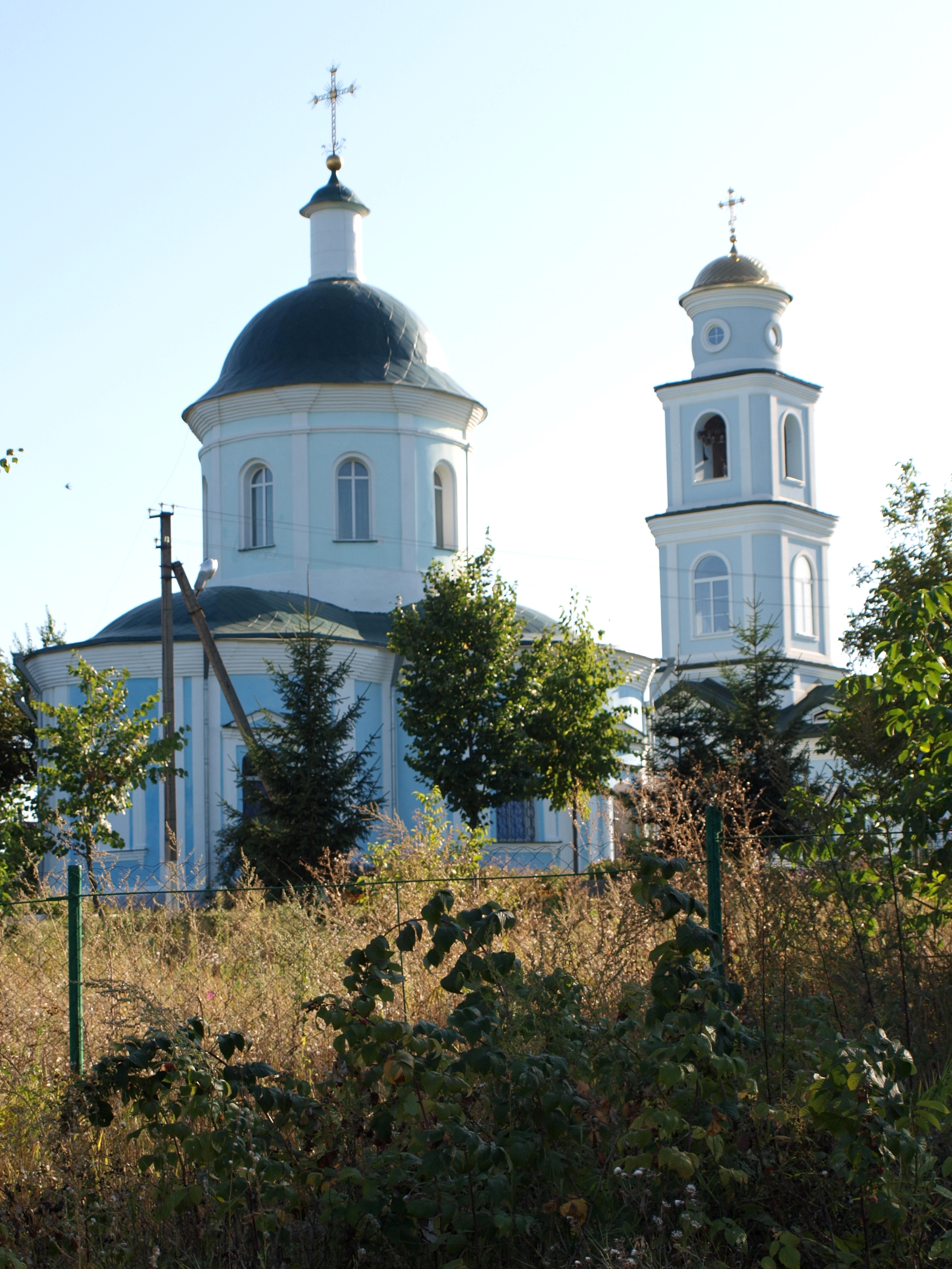
Вознесенська церква 2019 року

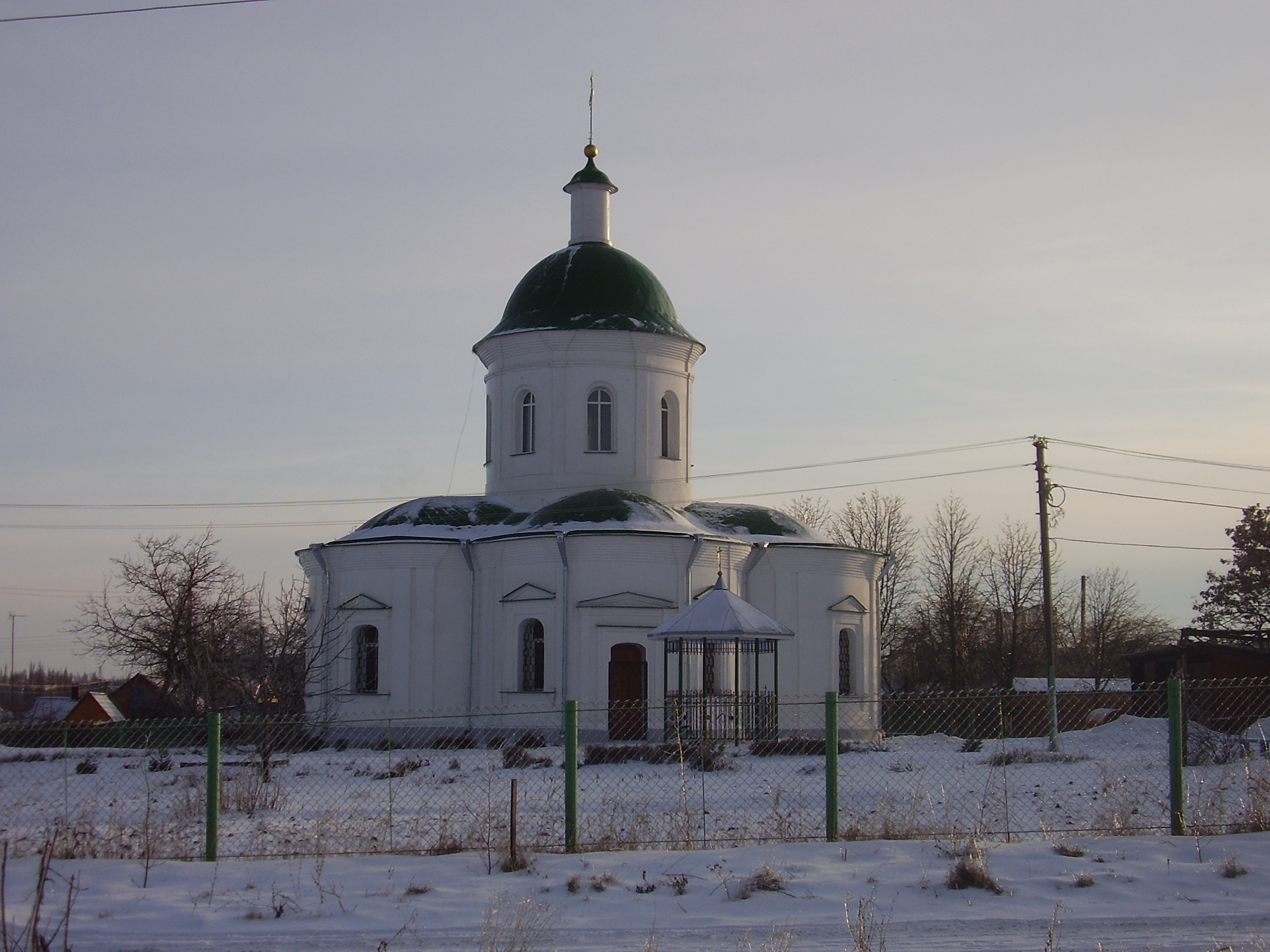

Вознесенська церква Пушкарівського Вознесенського монастиря — соборний храм на честь Вознесіння Господнього, зведений у селі Пушкарівці на території Пушкарівського Покровського монастиря.
Унікальна пам'ятка монументальної мурованої архітектури 18 століття. Споруджена у період другого (пізнього) етапу розвитку архітектури українського відродження. Єдиний на Полтавщині зразок класичного безбаштового тетраконха.

## Історія існування
Будівництво церкви пов'язане із переведенням до Пушкарівки Покровського Полтавського жіночого монастиря. Храм зводився як соборна церква монастиря коштом Полтавського полковника Івана Черняка. Будівництво завершене 1762 року, тоді ж храм був освячений і монастир отримав назву Вознесенського.
За часів гетьмана Кирила Розумовського, за вказівкою Катерини II, від 1768 року Пушкарівський монастир залишено на власному утриманні. Під тиском російської влади інокині переходили до інших обителей. На той час ігуменію була колишня наречена Олексія Розумовського . Станом на 1805 рік у монастирі залишилось 22 черниці.
На початку 19 століття монастир було скасовано, а Вознесенській церкві надано статус парафіяльної. Відтоді монастирські споруди руйнувалися. 
На 1852 рік у документах згадувалась Вознесенська церква та цвинтар поруч, де була похована Мотря Кочубеєва.
1862 року поруч була споруджена дерев'яна двоярусна дзвіниця. 
1875 року для священника був збудований трикімнатний дерев'яний будинок.
Після захоплення влади у Російській імперії більшовиками, у 30-х роках 20 століття могила Мотрі була знищена, а храм на честь Вознесіння Господнього пограбований та сильно поруйнований.
У 1930 роки споруда церкви зареєстрована органами радянської влади як пам'ятка архітектури, що охороняється Законом, але руйнувалась і на кінець 20-го ст. була у жахливому стані .
1988 року інститутом «Укрпроектреставрація» була розроблена проектно-кошторисна документація на відтворення храму. Роботи розпочалися лише 1996 року завдяки зусиллям настоятеля церкви о. Костянтина. Реставрація завершена на початку 2000-х років.